# أروى (ماء)
أروى هي العلامة التجارية لمياه معبأة تنتجها شركة المجموعة الأهلية في دبي، معبئ وموزع مرخص لمنتجات شركة كوكا كولا في الإمارات العربية المتحدة وسلطنة عمان. يباع في معظم بلدان الشرق الأوسط. مياه أروى تنتج في مصنع الشركة في العين منذ عام 1990.
«أروى الفواكه»، ماء الفوار، أطلق في البحرين في عام 2010. له نكهتين: الفراولة والليمون.
«أروى» اسم علم عربي مؤنث يوحي بالنعومة والخفة والرشاقة وهو يعني بالأصل أنثي الوعل، العنزة الجبلية. فإنه يمكن أن يعني أيضا «الماعز الجبلي» أو «الغزلان».